# Pseudonympha varii
Pseudonympha varii är en fjärilsart som beskrevs av Van Son 1955. Pseudonympha varii ingår i släktet Pseudonympha och familjen praktfjärilar. Inga underarter finns listade.